# 熊本県企画振興部
熊本県企画振興部（くまもとけんきかくしんこうぶ）は熊本県庁に置かれている知事直轄の部局である。
行政の総合的な企画・調査・調整、地域振興、統計を担当している。

## 概要
熊本県内部組織設置条例（昭和27年11月1日条例第91号）（令和2年10月13日条例第40号による改正後）第2条（3）に分掌事務が規定されている。
```
（設置等）
第2条 県に次の各号に掲げる内部組織を置き、その分掌事務は、それぞれ当該各号のとおりとする。
（3） 企画振興部
 ア 
行政
の総合的な企画、調査及び調整に関する事項。
 イ 
地域振興
に関する事項。
 ウ 
統計
に関する事項。
```

## 組織
- 企画課
県の政策及び施策の総合的な企画、総合調整及び調査研究に関すること。県政運営の基本方針の策定及び進行管理に関すること。知事会等に関すること。地方分権に関すること。東京事務所に関すること。

### 地域・文化振興局
- 地域振興課
地域の振興に係る施策の企画、総合調整及び推進に関すること。過疎地域の振興その他地域開発の調査、企画及び調整に関すること。離島振興、半島振興及び山村振興の調査、企画及び調整に関すること。土地基本法（平成元年法律第84号）の施行に関すること。国土利用計画法（昭和49年法律第92号）の施行に関すること。不動産の鑑定評価に関する法律（昭和38年法律第152号）の施行に関すること。国土調査法（昭和26年法律第180号）に基づく土地分類調査に関すること。国土利用計画審議会及び土地利用審査会に関すること。熊本都市圏の振興に係る施策の調整に関すること。熊本都市圏整備に係る施策の企画、調整及び推進に関すること。万日山緑地公園に関すること。
- 文化企画・世界遺産推進課
文化行政の振興に係る施策の企画、調整及び推進に関すること。文化関係団体に関すること（教育委員会の所管に属するものを除く）。県立劇場に関すること。世界遺産登録推進に関すること。博物館ネットワークセンターに関すること。

### 交通政策・統計局
- 交通政策課
総合交通対策に関すること。交通結節拠点の開発促進に関すること。高速自動車道の建設促進及び連絡調整に関すること（道路整備課の分掌事務に係るものを除く）。鉄道及び地方バスの整備促進に関すること。肥薩おれんじ鉄道株式会社による鉄道輸送の確保対策に関すること。有明海自動車航走船組合に関すること。自動車運転代行業の業務の適正化に関する法律（平成13年法律第57号）の施行に関すること。熊本空港及び周辺地域の活性化に関すること。航空路線の振興に関すること。空港アクセス整備推進室に関すること。
  - 熊本空港への交通の利便性を高める鉄道の整備及び運行に係る取組の調整及び推進に関すること。
- 統計調査課
統計法（平成19年法律第53号）及び熊本県統計調査条例（昭和30年熊本県条例第19号）に基づく調査（他課所掌のものを除く）に関すること。県勢の調査に関すること。

### デジタル戦略局
- デジタル戦略推進課
デジタル社会の形成に向けた施策の企画、調整及び推進に関すること。
- システム改革課
庁内のデジタル化の推進に係る施策の企画、調整及び推進に関すること。

## 歴代の部長
1971年7月に企画部から企画開発部に改編され、2002年4月に企画開発部から企画振興部に改編された。その後、2004年4月から2010年3月まで地域振興部に改編されていたが、2010年4月に企画振興部に再び改編された。
熊本県企画振興部長（企画開発部長）のポストは、石川県総務部長、同県企画振興部長、横浜市財政局財政担当課長などと同様、財務省（大蔵省）出向者が就くことが多いとされる。
| 氏名         | 就任年       | 退任年       |
| 企画開発部長 | 企画開発部長 | 企画開発部長 |
| ------------ | ------------ | ------------ |
| 岩崎隆       | 1971年7月    | 1973年7月    |
| 的場順三     | 1973年7月    | 1975年7月    |
| 水谷文彦     | 1975年7月    | 1977年6月    |
| 畠山蕃       | 1977年6月    | 1979年7月    |
| 金野俊美     | 1979年7月    | 1981年7月    |
| 岡田康彦     | 1981年7月    | 1983年6月    |
| 田谷廣明     | 1983年6月    | 1985年7月    |
| 原口恒和     | 1985年7月    | 1987年7月    |
| 五味廣文     | 1987年7月    | 1989年6月    |
| 飯原一樹     | 1989年6月    | 1991年7月    |
| 松元崇       | 1991年7月    | 1993年7月    |
| 細溝清史     | 1993年7月    | 1995年7月    |
| 中原広       | 1995年7月    | 1997年7月    |
| 上野善晴     | 1997年7月    | 1999年7月    |
| 中江元哉     | 1999年7月    | 2001年7月    |
| 田島淳志     | 2001年7月    | 2002年4月    |
| 企画振興部長 |              |              |
| 田島淳志     | 2002年4月    | 2003年7月    |
| 鑓水洋       | 2003年7月    | 2004年4月    |
| 地域振興部長 |              |              |
| 鑓水洋       | 2006年4月    | 2006年7月    |
| 小宮義之     | 2006年7月    | 2009年7月    |
| 坂本基       | 2009年7月    | 2010年4月    |
| 企画振興部長 |              |              |
| 坂本基       | 2010年4月    | 2012年8月    |
| 山川清徳     | 2017年7月    | 2020年7月    |
| 高橋太朗     | 2020年7月    | （現職）     |